# Perdido en mi habitación
«Perdido en mi habitación» es el segundo sencillo del grupo español de tecno-pop Mecano. 

## Descripción
Se puso a la venta el 7 de diciembre de 1981, con la referencia CBS A-1820. La compañía discográfica, al ver las muy buenas ventas que tuvo el primer sencillo, optó por publicar otro sencillo para ver si los resultados eran similares o mejores. Por ello, decidirían o no en grabar todo un álbum completo.
La canción levantó algo de polvo en la crítica española, porque, según algunos, ciertos versos de la canción insinúan o incitan al consumo de drogas; de hecho, se considera que esta canción es la primera del repertorio de Mecano que habla o toca en cierto modo el tema de los psicotrópicos, debido a la parte de la letra que dice: "Perdido en mi habitación busco en el cajón alguna pastilla, que me pueda relajar; me pueda quitar un poco de angustia". Por este motivo, el tema fue censurado en México y Latinoamérica, cuyas emisoras de radio restringieron su difusión. El sencillo funcionó muy bien a nivel de radio y a nivel de ventas, pero no llegó a superar el éxito obtenido con el primero, «Hoy no me puedo levantar».
La canción es un medio-tiempo que en se narra la situación de sentirse atrapado por el hastío, encerrados en nuestra habitación, sin tener nada que hacer. Expresa los sentimientos de frustración propios de la adolescencia.
Este sencillo estaba acompañado en el lado B por un tema que posteriormente no se incluiría en el álbum Mecano: se trata de «Viaje espacial» (inspirada en «Space oddity» de David Bowie), que se publicó en dos versiones ligeramente diferentes: Una para el sencillo y otra para el álbum Lo último de Mecano. Tiene como peculiaridad el empleo de la guitarra acústica, poco habitual en grupos tecno pop de la época, además del hecho de ser cantado por José María Cano.

## Portada
En la portada del sencillo original, el trío aparece con una indumentaria típicamente new romantic, esta vez en el estilo de prendas arabescas, con colgajos metálicos y abalorios, pañuelos, etc. Por primera vez se emplea el conocido logo del grupo, con el nombre escrito en letras romanas mayúsculas sobre unos laureles que forman un círculo abierto por arriba.

## Videoclip
Fue producido por el programa de Televisión española Pista libre.

## Listado de temas

### Cara A
- «Perdido en mi habitación» (3:39) (I. Cano)

### Cara B
- «Viaje espacial» (3:41) (J.M. Cano)